# Liste du patrimoine mondial en Allemagne
Cet article recense les sites inscrits au patrimoine mondial en Allemagne.

## Statistiques
En 2025, l'Allemagne compte 55 sites inscrits au patrimoine mondial, dont 52 culturels et 3 naturels.
À la même date, l'Allemagne a également soumis 11 sites sur sa liste indicative : 10 culturels et le dernier naturel.

## Listes

### Patrimoine mondial
Les sites allemands suivants sont inscrits au patrimoine mondial en 2025.
| Id.  | Bien                                                                                                 | Land                                                             | Année     | Superficie (ha) | Critères et notes | Coordonnées | Illus. |
| ---- | --- | ---------------------------------------------------------------- | --------- | --------------- | --- | --- | ------ |
| 515  | Abbaye et Altenmünster de Lorsch                                                                     | Hesse                                                            | 1991      | 3,34            | Culturel, (iii), (iv) | 49° 39′ 13″ N, 8° 34′ 10″ E 49° 39′ 23″ N, 8° 34′ 43″ E |        |
| 1413 | Bergpark Wilhelmshöhe                                                                                | Hesse                                                            | 2013      | 559             | Culturel, (iii), (iv) | 51° 18′ 58″ N, 9° 23′ 35″ E |        |
| 3    | Cathédrale d'Aix-la-Chapelle                                                                         | Rhénanie-du-Nord-Westphalie                                      | 1978      | 0,2             | Culturel, (i), (ii), (iv), (vi) | 50° 46′ 26″ N, 6° 05′ 02″ E |        |
| 292  | Cathédrale de Cologne                                                                                | Rhénanie-du-Nord-Westphalie                                      | 1996      | 258             | Culturel, (i), (ii), (iv) | 50° 56′ 28″ N, 6° 57′ 25″ E |        |
| 1470 | Cathédrale de Naumbourg                                                                              | Saxe-Anhalt                                                      | 2018      | 1,82            | Culturel, (i), (ii) | 51° 09′ 18″ N, 11° 48′ 00″ E |        |
| 168  | Cathédrale de Spire                                                                                  | Rhénanie-Palatinat                                               | 1981      |                 | Culturel, (ii) | 49° 19′ 01″ N, 8° 26′ 35″ E |        |
| 187  | Cathédrale Sainte-Marie et église Saint-Michel de Hildesheim                                         | Basse-Saxe                                                       | 1985      | 0,58            | Culturel, (i), (ii), (iii) | 52° 08′ 56″ N, 9° 56′ 50″ E 52° 09′ 10″ N, 9° 56′ 36″ E |        |
| 1067 | Centres historiques de Stralsund et Wismar                                                           | Mecklembourg-Poméranie-Occidentale                               | 2002      | 168             | Culturel, (ii), (iv) | 54° 18′ 50″ N, 13° 05′ 13″ E 53° 53′ 35″ N, 11° 27′ 40″ E |        |
| 288  | Châteaux d'Augustusburg et de Falkenlust à Brühl                                                     | Rhénanie-du-Nord-Westphalie                                      | 1984      | 89              | Culturel, (ii), (iv) | 50° 49′ 30″ N, 6° 54′ 36″ E |        |
| 532  | Châteaux et parcs de Potsdam et Berlin (de)                                                          | Berlin, Brandebourg                                              | 1990      | 2 064           | Culturel, (i), (ii), (iv) Comprend Babelsberg, observatoire de Berlin, domaine royal de Bornstedt, Cecilienhof, château et pavillon de chasse de Glienicke, Heilandskirche, château de Lindstedt, île aux Paons, maison de campagne royale de Potsdam, château de Sacrow et palais de Sanssouci | 52° 24′ 00″ N, 13° 01′ 59″ E |        |
| 1239 | Cités du modernisme de Berlin                                                                        | Berlin                                                           | 2008      | 88              | Culturel, (ii), (iv) Comprend 6 sites distincts : les cités blanche (de), Britz (de) (dite du fer à cheval), Carl Legien (de), Falkenberg (de), Schillerpark (de), Siemensstadt | 52° 34′ 09″ N, 13° 21′ 07″ E 52° 26′ 54″ N, 13° 26′ 55″ E 52° 32′ 47″ N, 13° 26′ 03″ E 52° 24′ 39″ N, 13° 34′ 00″ E 52° 33′ 34″ N, 13° 20′ 56″ E 52° 32′ 23″ N, 13° 16′ 35″ E                                                                               |        |
| 535  | Collégiale, château et vieille ville de Quedlinburg                                                  | Saxe-Anhalt                                                      | 1994      | 90              | Culturel, (iv) Deux sites distincts : le premier pour la vieille et la nouvelle villes de Quedlinbourg, le second pour l'église Saint-Wigbert (de). | 51° 47′ 20″ N, 11° 08′ 42″ E 51° 47′ 06″ N, 11° 07′ 49″ E |        |
| 1468 | Colonies de l'Église morave                                                                          | Saxe                                                             | 2024      | 7,1             | Culturel, (iii), (iv) Le site danois « Christiansfeld, une colonie de l'Église morave », inscrit en 2015, est étendu à trois nouveaux sites en Allemagne, aux États-Unis et au Royaume-Uni en 2024. Un site en Allemagne : Herrnhut | 51° 00′ 56″ N, 14° 44′ 39″ E |        |
| 975  | Complexe industriel de la mine de charbon de Zollverein à Essen                                      | Rhénanie-du-Nord-Westphalie                                      | 2001      | 100             | Culturel, (ii), (iii) | 51° 29′ 28″ N, 7° 02′ 46″ E |        |
| 271  | Église de pèlerinage de Wies                                                                         | Bavière                                                          | 1983      | 0,1             | Culturel, (i), (iii) | 47° 40′ 52″ N, 10° 54′ 00″ E |        |
| 1553 | Ensemble archéologique frontalier de Hedeby et du Danevirke                                          | Schleswig-Holstein                                               | 2018      | 227,55          | Culturel, (iii), (iv) Comprend 22 éléments distincts | 54° 38′ 28″ N, 9° 35′ 02″ E |        |
| 1705 | Ensemble de la résidence de Schwerin                                                                 | Mecklembourg-Poméranie-Occidentale                               | 2024      |                 | Culturel, (iv) | 53° 37′ 27″ N, 11° 25′ 08″ E |        |
| 1133 | Forêts primaires de hêtres des Carpates et d'autres régions d'Europe                                 | Brandebourg, Hesse, Mecklembourg-Poméranie-Occidentale, Thuringe | 2007      | 33 670          | Naturel, (ix) Bien transfrontalier avec l'Albanie, l'Autriche, la Belgique, la Bosnie-Herzégovine, la Bulgarie, la Croatie, l'Espagne, la France, l'Italie, la Macédoine du Nord, la Pologne, Roumanie, la Slovaquie, la Slovénie, la Suisse, la Tchéquie et l'Ukraine. Comprend 5 sites en Allemagne : Grumsiner Forst (de), Serrahner Buchenwald (de) et parcs nationaux de Hainich, Jasmund, Kellerwald-Edersee | 54° 32′ 53″ N, 13° 38′ 42″ E 53° 20′ 24″ N, 13° 11′ 53″ E 52° 59′ 10″ N, 13° 53′ 46″ E 51° 04′ 44″ N, 10° 26′ 10″ E 51° 08′ 42″ N, 8° 58′ 26″ E |        |
| 430  | Frontières de l'Empire romain                                                                        | Bade-Wurtemberg, Bavière, Hesse, Rhénanie-Palatinat              | 1987      | 527             | Culturel, (ii), (iii), (iv) Bien transfrontalier avec le Royaume-Uni. La partie allemande comprend 227 éléments distincts (camps, forts, tours, fossés, etc.) | |        |
| 1631 | Frontières de l'Empire romain - le limes de Germanie inférieure                                      | Rhénanie-du-Nord-Westphalie, Rhénanie-Palatinat                  | 2021      |                 | Culturel, (ii), (iii), (iv) Bien transfrontalier commun avec les Pays-Bas. 63 sites en Allemagne | |        |
| 1527 | Grottes et l'art de la période glaciaire dans le Jura souabe                                         | Bade-Wurtemberg                                                  | 2017      | 462,1           | Culturel, (iii) Comprend deux sites : vallées de l'Ach (en) et de la Lone | 48° 23′ 16″ N, 9° 45′ 56″ E 48° 32′ 56″ N, 10° 10′ 32″ E |        |
| 1087 | Hôtel de ville et la statue de Roland sur la place du marché de Brême                                | Brême                                                            | 2004      | 0,29            | Culturel, (iii), (iv), (vi) | 53° 04′ 34″ N, 8° 48′ 25″ E |        |
| 974  | Île monastique de Reichenau                                                                          | Bade-Wurtemberg                                                  | 2000      |                 | Culturel, (iii), (iv), (vi) | 47° 41′ 56″ N, 9° 03′ 40″ E |        |
| 1321 | L'œuvre architecturale de Le Corbusier, une contribution exceptionnelle au Mouvement Moderne         | Bade-Wurtemberg                                                  | 2016      | 98,4838         | Culturel, (ii), (vi) Bien transfrontalier avec la France, l'Argentine, la Belgique, l'Inde, le Japon et la Suisse 1 site en Allemagne: Maisons de la Weissenhof-Siedlung. | 48° 48′ 02″ N, 9° 10′ 39″ E |        |
| 1614 | La Mathildenhöhe à Darmstadt                                                                         | Hesse                                                            | 2021      | 5,37            | Culturel, (ii), (iv) | 49° 52′ 35″ N, 8° 40′ 03″ E |        |
| 1314 | La mer des Wadden                                                                                    | Basse-Saxe, Brême                                                | 2009      | 982 004         | Naturel, (viii), (ix), (x) Bien transfrontalier avec le Danemark et les Pays-Bas Trois sites distincts en Allemagne. | 53° 31′ 44″ N, 8° 33′ 22″ E |        |
| 1467 | La Speicherstadt et le quartier Kontorhaus avec la Chilehaus                                         | Hambourg                                                         | 2015      | 26              | Culturel, (iv) | 53° 32′ 35″ N, 9° 59′ 31″ E |        |
| 897  | La Wartburg                                                                                          | Thuringe                                                         | 1999      |                 | Culturel, (iii), (vi) | 50° 58′ 01″ N, 10° 18′ 25″ E |        |
| 729  | Le Bauhaus et ses sites à Weimar, Dessau et Bernau                                                   | Brandebourg, Saxe-Anhalt, Thuringe                               | 1996 2017 | 4,4114          | Culturel, (ii), (iv), (vi) 11 sites distincts, répartis sur les trois villes de Weimar, Dessau et Bernau. La protection initiale concernait les seules villes de Weimar et Dessau ; Bernau est rajoutée en 2017. | 50° 58′ 30″ N, 11° 19′ 48″ E 51° 50′ 20″ N, 12° 13′ 37″ E 52° 42′ 22″ N, 13° 32′ 35″ E |        |
| 534  | Le royaume des jardins de Dessau-Wörlitz                                                             | Saxe-Anhalt                                                      | 2000      | 14 500          | Culturel, (ii), (iv) Trois sites distincts : parc de Wörlitz (de), cimetière historique de Dessau (de), château de Mosigkau | 51° 50′ 49″ N, 12° 25′ 30″ E 51° 49′ 39″ N, 12° 14′ 20″ E 51° 48′ 22″ N, 12° 09′ 03″ E |        |
| 1726 | Les châteaux du roi Louis II de Bavière : Neuschwanstein, Linderhof, Schachen et Herrenchiemsee      | Bavière                                                          | 2025      | 75,875          | Culturel, (iv) 4 sites distincts : Neuschwanstein, Linderhof, Schachen et Herrenchiemsee | 47° 33′ 27″ N, 10° 44′ 58″ E 47° 34′ 15″ N, 10° 57′ 54″ E 47° 25′ 11″ N, 11° 06′ 46″ E 47° 51′ 39″ N, 12° 23′ 51″ E |        |
| 1613 | Les grandes villes d'eaux d'Europe                                                                   | Bade-Wurtemberg, Bavière, Rhénanie-Palatinat                     | 2021      | 522             | Culturel, (ii), (iii) Bien transfrontalier avec l'Autriche, la Belgique, la France, l'Italie, le Royaume-Uni et la Tchéquie. Comprend 3 sites en Allemagne : Bad Ems, Bad Kissingen, Baden-Baden. | 50° 20′ 17″ N, 7° 42′ 40″ E 50° 12′ 00″ N, 10° 04′ 01″ E 48° 45′ 47″ N, 8° 14′ 28″ E |        |
| 623  | Mines de Rammelsberg, ville historique de Goslar et système de gestion hydraulique du Haut-Harz (de) | Basse-Saxe                                                       | 1992      | 1 010           | Culturel, (i), (ii), (iii), (iv) | 51° 49′ N, 10° 20′ E |        |
| 546  | Monastère de Maulbronn                                                                               | Bade-Wurtemberg                                                  | 1993      | 72,45           | Culturel, (ii), (iv) | 49° 00′ 04″ N, 8° 48′ 47″ E |        |
| 783  | Monuments commémoratifs (de) de Luther à Eisleben et Wittenberg                                      | Saxe-Anhalt                                                      | 1996      | 0,83            | Culturel, (iv), (vi) 6 sites distincts : maison natale (de), maison mortuaire (de), maison de Luther, maison de Melanchthon (de), église de la ville (de) et église du château | 51° 31′ 37″ N, 11° 33′ 00″ E 51° 31′ 41″ N, 11° 32′ 39″ E 51° 51′ 51″ N, 12° 39′ 09″ E 51° 51′ 53″ N, 12° 39′ 04″ E 51° 51′ 59″ N, 12° 38′ 41″ E 51° 51′ 59″ N, 12° 38′ 16″ E                                                                               |        |
| 896  | Museumsinsel (Île des musées), Berlin                                                                | Berlin                                                           | 1999      | 8,6             | Culturel, (ii), (iv) | 52° 31′ 12″ N, 13° 23′ 56″ E |        |
| 1379 | Opéra margravial de Bayreuth                                                                         | Bavière                                                          | 2012      | 0,19            | Culturel, (i), (iv) | 49° 56′ 38″ N, 11° 34′ 44″ E |        |
| 1127 | Parc de Muskau / Parc Mużakowski                                                                     | Saxe                                                             | 2004      | 348             | Culturel, (i), (iv) Bien transfrontalier avec la Pologne | 51° 34′ 44″ N, 14° 43′ 34″ E |        |
| 1656 | Patrimoine médiéval juif d'Erfurt                                                                    | Thuringe                                                         | 2023      |                 | Culturel, (iv) Comprend 3 édifices distincts : vieille synagogue, mikvé (de) et maison de pierre (de) | 50° 58′ 44″ N, 11° 01′ 44″ E |        |
| 1478 | Région minière Erzgebirge/Krušnohoří                                                                 | Saxe                                                             | 2019      | 6 766,057       | Culturel, (ii), (iii), (iv) Bien transfrontalier avec la Tchéquie. Comprend 17 sites en Allemagne. | 50° 24′ 23″ N, 12° 50′ 14″ E |        |
| 169  | Résidence de Wurtzbourg avec les jardins de la Cour et la place de la Résidence                      | Bavière                                                          | 1981      | 15              | Culturel, (i), (iv) | 49° 47′ 35″ N, 9° 56′ 20″ E |        |
| 720  | Site fossilifère de Messel                                                                           | Hesse                                                            | 1995      | 42              | Naturel, (viii) | 49° 55′ 01″ N, 8° 45′ 14″ E |        |
| 1363 | Sites palafittiques préhistoriques autour des Alpes                                                  | Bade-Wurtemberg, Bavière                                         | 2011      | 274             | Culturel, (iv), (v) Bien transfrontalier avec l'Autriche, la France, l'Italie, la Slovénie et la Suisse. 18 sites en Allemagne : Allensbach-Strandbad I , Bodman-Schachen/Löchle, Ehrenstein (de), Feldafing-Île aux Roses, Grundwiesen , Hornstaad-Hörnle , Konstanz-Hinterhausen I, Litzelstetten-Krähenhorn , Ödenahlen, Olzreute-Enzisholz , Pestenacker (de), Schreckensee (de), Siedlung Forschner, Sipplingen-Osthafen, Unfriedshausen (de), Unteruhldingen-Stollenwiesen, Wangen-Hinterhorn, Wollmatingen-Langenrain. | 47° 16′ 41″ N, 8° 12′ 29″ E |        |
| 1636 | Sites SchUM de Spire, Worms et Mayence                                                               | Rhénanie-Palatinat                                               | 2021      | 5,56            | Culturel, (ii), (iii), (vi) Comprend 4 sites : tribunal juif de Spire (de), complexe de la synagogue de Worms, vieux cimetière juif de Worms, vieux cimetière juif de Mayence (de) | 49° 18′ 58″ N, 8° 26′ 23″ E 49° 38′ 01″ N, 8° 21′ 59″ E 49° 37′ 47″ N, 8° 21′ 20″ E 50° 00′ 21″ N, 8° 14′ 59″ E |        |
| 1580 | Système de gestion de l'eau (de) d'Augsbourg                                                         | Bavière                                                          | 2019      | 112,83          | Culturel, (ii), (iv) | 48° 21′ 56″ N, 10° 54′ 07″ E |        |
| 367  | Trèves - monuments romains, cathédrale Saint-Pierre et église Notre-Dame                             | Rhénanie-Palatinat                                               | 1986      |                 | Culturel, (i), (iii), (iv), (vi) 9 sites distincts : amphithéâtre, pont romain, thermes de Barbara, mausolée d'Igel, Porta Nigra, thermes impériaux, basilique de Constantin, cathédrale Saint-Pierre, église Notre-Dame. | 49° 44′ 53″ N, 6° 38′ 57″ E 49° 45′ 07″ N, 6° 37′ 35″ E 49° 45′ 01″ N, 6° 37′ 51″ E 49° 42′ 33″ N, 6° 32′ 58″ E 49° 45′ 35″ N, 6° 38′ 38″ E 49° 44′ 59″ N, 6° 38′ 32″ E 49° 45′ 12″ N, 6° 38′ 36″ E 49° 45′ 22″ N, 6° 38′ 35″ E 49° 45′ 21″ N, 6° 38′ 35″ E |        |
| 1368 | Usine Fagus à Alfeld                                                                                 | Basse-Saxe                                                       | 2011      | 1,88            | Culturel, (ii), (iv) | 51° 59′ 02″ N, 9° 48′ 40″ E |        |
| 687  | Usine sidérurgique de Völklingen                                                                     | Sarre                                                            | 1994      | 6               | Culturel, (ii), (iv) | 49° 14′ 38″ N, 6° 51′ 00″ E |        |
| 1066 | Vallée du Haut-Rhin moyen                                                                            | Hesse, Rhénanie-Palatinat                                        | 2002      | 27 250          | Culturel, (ii), (iv), (v) | 50° 10′ 26″ N, 7° 41′ 38″ E |        |
| 1155 | Vieille ville de Ratisbonne et Stadtamhof                                                            | Bavière                                                          | 2006      | 183             | Culturel, (ii), (iii), (iv) | 49° 01′ 16″ N, 12° 05′ 56″ E |        |
| 624  | Ville de Bamberg                                                                                     | Bavière                                                          | 1993      | 142             | Culturel, (ii), (iv) | 49° 53′ 31″ N, 10° 53′ 20″ E |        |
| 272  | Ville hanséatique de Lübeck                                                                          | Schleswig-Holstein                                               | 1987      | 81              | Culturel, (iv) | 53° 52′ 01″ N, 10° 41′ 31″ E |        |
| 846  | Weimar classique                                                                                     | Thuringe                                                         | 1998      |                 | Culturel, (iii), (vi) | 50° 58′ 41″ N, 11° 19′ 44″ E |        |
| 1447 | Westwerk carolingien et civitas de Corvey                                                            | Rhénanie-du-Nord-Westphalie                                      | 2014      |                 | Culturel, (i), (ii), (iii), (iv), (vi) | 51° 46′ 01″ N, 9° 24′ 00″ E |        |

### Liste indicative
Les biens suivants sont inscrits sur la liste indicative du pays au début 2025. Les noms fournis par l'Allemagne sont en anglais : la traduction en français est donnée ici à titre indicatif.
| Id.  | Bien | Land | Année | Critères et notes | Coordonnées | Illus. |
| ---- | --- | --- | ----- | --- | --- | ------ |
| 1368 | Bâtiments de la fondation Francke | Saxe-Anhalt | 1999  | Culturel, (iii)(iv)(vi) | 51° 28′ 44″ N, 11° 58′ 26″ E                                                                                        |        |
| 6724 | Ceinture verte (de) | Basse-Saxe, Bavière, Brandenbourg, Hesse, Mecklembourg-Poméranie-Occidentale, Saxe-Anhalt, Schleswig-Holstein, Thuringe | 2024  | Naturel, (ix), (x) Ensemble de parcs le long de l'ancienne frontière interallemande                                                                                             | |        |
| 6723 | Chapelle du château de Torgau (de) | Saxe | 2024  | Culturel, (ii), (iv), (vi) | 51° 33′ 32″ N, 13° 00′ 32″ E                                                                                        |        |
| 5973 | Le cimetière juif d'Altona Königstraße. Culture sépulcrale séfarade des XVIIe et XVIIIe siècles entre Europe et Caraïbes. | Hambourg | 2015  | Culturel, (v) | 53° 33′ N, 9° 57′ E                                                                                                 |        |
| 6767 | Moulins à papier européens | Bavière, Saxe | 2024  | Culturel, (ii), (iii), (iv) Proposition conjointe avec l'Espagne, l'Italie, la Pologne et la Tchéquie. Deux sites en Allemagne : moulins de Homburg (de) et Niederzwönitz (de). | 49° 47′ 38″ N, 9° 37′ 33″ E 50° 38′ 14″ N, 12° 49′ 01″ E                                                            |        |
| 6725 | Parc olympique de Munich | Bavière | 2024  | Culturel, (i), (ii), (iv) | 48° 10′ 12″ N, 11° 33′ 07″ E                                                                                        |        |
| 5974 | Paysages alpins et pré-alpins de prairies et marais (paysages anthropiques historiques dans les zones de « Werdenfelser Land », « Ammergau », « Staffelseegebiet (de) » et « Murnauer Moos (de) », district de Garmisch-Partenkirchen) | Bavière | 2015  | Culturel, (v) Quatre sites : - Prairies de montagnes et humides de la vallée de l'Ammer                                                                                         | 47° 28′ 25″ N, 11° 11′ 34″ E 47° 28′ 23″ N, 11° 07′ 13″ E 47° 36′ 11″ N, 10° 59′ 00″ E 47° 34′ 00″ N, 11° 00′ 11″ E |        |
| 6726 | Seuil de Pretzien (de) | Saxe-Anhalt | 2024  | Culturel, (ii), (iv) | 52° 02′ 23″ N, 11° 49′ 42″ E                                                                                        |        |
| 6727 | Site des lances de Schöningen (de) | Basse-Saxe | 2024  | Culturel, (ii), (iii) | 52° 08′ 13″ N, 10° 59′ 17″ E                                                                                        |        |
| 6728 | Tour de télévision de Stuttgart | Bade-Wurtemberg | 2024  | Culturel, (ii), (iv) | 48° 45′ 21″ N, 9° 11′ 25″ E                                                                                         |        |
| 6729 | Waldsiedlung Zehlendorf (de) - extension des cités du modernisme de Berlin | Berlin | 2024  | Culturel, (ii), (iv) | 52° 27′ 00″ N, 13° 15′ 11″ E                                                                                        |        |

### Patrimoine délisté
| Id.  | Bien                      | Land | Année | Superficie (ha) | Critères et notes | Coordonnées                  | Illus. |
| ---- | ------------------------- | ---- | ----- | --------------- | --- | ---------------------------- | ------ |
| 1156 | Vallée de l'Elbe à Dresde | Saxe | 2004  | 1 930           | Culturel, (ii), (iii), (iv), (v) Le Paysage culturel est inscrit sur la liste du patrimoine mondial en péril en 2006 en raison de la construction d'un pont routier à quatre voies sur l'Elbe, le pont de Waldschlösschen. Il est finalement délisté en 2009, le 2e bien ainsi sanctionné après le sanctuaire de l'oryx arabe en 2007. | 51° 02′ 24″ N, 13° 49′ 16″ E |        |